# Анабел Медина Гаригес
Ана Исабел Медина Гаригес (шп. Ana Isabel Medina Garrigues; рођена 31. јула 1982. у Валенсији, Шпанија) је шпанска професионална тенисерка. Своју највишу позицију на ВТА листи, 20. место, достигла је у фебруару 2009. године, а освојила је осам титула у појединачној и дванаест у конкуренцији женских парова, укључујући и Отворено првенство Француске 2008. заједно са Вирхинијом Руано Паскуал.
Последњу титулу у појединачној конкуренцији је у мају 2008. у Стразбуру, а у финалу је победила Катарину Среботник. Заједно са Вирхинијом Руано Паскуал, освојила је сребрну медаљу на Летњим олимпијским играма 2008. у Пекингу, у конкуренцији парова.
Тренутно је најбоље рангирана шпанска тенисерка на ВТА листи и у појединачној и у конкуренцији женских парова.

## Приватни живот
Почела је да игра тенис са 12 година, а тренутно је тренира Гонзало Лопез. Њен отац се зове Мануел, мајка Марија Хосе, старији брат Давид, а млађи брат Хосе Мануел.
Омиљени глумци су јој Брус Вилис и Том Круз, а поред тениса воли и рукомет.

## Каријера
- 1997 — Почиње да игра на турнирима које је организовала ИТФ.
- 1988 — И даље је игра на ИТФ турнирима.
- 1999 — Покушава да се квалификује у главни жреб за Мадрид опен, али не успева. Осваја једну ИТФ титулу у појединачној и две у конкуренцији женских парова.
- 2000 — По први пут игра на ВТА турнирима, а двапут достиже друго коло. Такође осваја једну ИТФ титулу.
- 2001 — Осваја своју прву ВТА титулу у Палерму, а такође игра полуфинала у Антверпену и Мадриду. Игра на сва четири гренд слем турнира, а на Отвореном првенству Аустралије достиже друго коло. 29. јануара са 104. места се помера на 94. место ВТА листе, и тако дебитује у топ 100. Такође осваја прву ВТА титулу у конкуренцији парова, као и једну ИТФ појединачну титулу.
- 2002 — Достиже четвртфинале турнира АСБ класик у Окланду, као и финале Мурила Хобарт интернешнл. 14. јануара заузима 46. место, што је њено дебитовање у топ 50 најбољих тенисерки света. На Отвореном првенству Аустралије повређује колено и одлази на операцију. Након терапије, враћа се ИТФ турнирима.
- 2003 — Због дугог неиграња након операције, на почетку 2003. године налазила се на 530. месту ВТА листе, али успева да се брзо врати у топ 100. Игра финале турнира у Боготи и полуфинале турнира у Палерму. Осваја две ИТФ титуле у појединачној и једну у конкуренцији парова.
- 2004 — Осваја поједичанчну и титулу у паровима на турниру у Палерму. Такође игра полуфинала Ордина опена у Хертохенбосу и турнира у Форест Хилу и Луксембургу, као и четвртфинале Кина опена. Осваја и једну ИТФ титулу.
- 2005 — Осваја две титуле у појединачној конкуренцији, Стразбур и Палермо. Такође осваја и две у конкуренцији женских парова. Те године, њен најбољи резултат на гренд слемовима било је треће коло Ролан Гароса.
- 2006 — Осваја титуле у Канбери и Палерму. Такође је играла финале у Гуангжоуу, у ком је изгубила од Ане Чакветадзе. Најбољи резултати на гренд слем турнирима била су два трећа кола, на Ролан Гаросу и Вимблдону 2006.
- 2007 — Осваја титулу у Стразбуру. Почиње да игра женске парове заједно са Вирхинијом Руано Паскуал, са којом постиже значајне резултате, и осваја турнир у Стокхолму. Такође је играла за шпанску Фед куп репрезентацију.
- 2008 — Осваја трећу титулу у Стразбуру, другу заредом. Ипак, много значајније резултате постиже у конкуренцији женских парова. Заједно са Вирхинијом Руано Паскуал, освојила је Отворено првенство Француске, достигла треће коло Вимблдона 2008. и освојила сребрну медаљу у конкуренцији женских парова на Олимпијским играма у Пекингу. Заједно са Каролин Возњацки, освојила је Кина опен.

## Титуле

### Појединачно (8 ВТА, 6 ИТФ)
- 1999: ИТФ/Понтеведра
- 2000: ИТФ/Денен
- 2001: Палермо, ИТФ/Гирона
- 2003: ИТФ/Перижје, ИТФ/Денен
- 2004: ИТФ/Марсељ, Палермо
- 2005: Стразбур, Палермо
- 2006: Канбера, Палермо
- 2007: Палермо
- 2008: Палермо

### Парови (12 ВТА, 3 ИТФ)
| Легенда           |
| Гренд слем (1)    |
| ВТА првенство (0) |
| Тијер I (0)       |
| Тијер II (1)      |
| Тијер III (2)     |
| Тијер IV (8)      |
| ИТФ титуле (3)    |

| Бр. | Датум               | Назив турнира                       | Место одржавања | Подлога | Партнерка                   | Финалисткиње                          | Резултат     |
| 1.  | 11. јул 1999.       | ИТФ турнир у Вигу                   | Виго            | Шљака   | Лурдес Домингез Лино        | Патрисија Аснар Ана Салас             | 7–5 6–1      |
| 2.  | 29. август 1999.    | ИТФ турнир у Букурешту              | Букурешт        | Шљака   | Лурдес Домингез Лино        | Надејда Островскаја Зузана Валекова   | 7–5 6–2      |
| 3.  | 4. март 2001.       | Турнир у Акапулку                   | Акапулко        | Шљака   | Марија Хосе Мартинез Санчез | Вирхинија Руано Паскуал Паола Суарез  | 6–4 6–7 7–5  |
| 4.  | 8. април 2001.      | Турнир у Порту                      | Порто           | Шљака   | Марија Хосе Мартинез Санчез | Александра Фусај Рита Гранде          | 6–1 6–7 7–5  |
| 5.  | 6. мај 2001.        | Турнир у Болу                       | Бол             | Шљака   | Марија Хосе Мартинез Санчез | Нађа Петрова Тина Писник              | 7–5 6–4      |
| 6.  | 5. август 2001.     | Базел опен                          | Базел           | Шљала   | Марија Хосе Мартинез Санчез | Џоанет Кригер Марта Мареро            | 7–6 6–2      |
| 7.  | 29. јун 2003.       | ИТФ турнир у Перижјеу               | Перижје         | Шљака   | Марија Хосе Мартинез Санчез | Лана Попадић Наташа Рандријантефи     | 6–0 6–3      |
| 8.  | 25. јул 2004.       | Међународни женски турнир у Палерму | Палермо         | Шљака   | Аранча Санчез Викарио       | Љубомира Курхајцова Хенријета Нагјова | 6–3 7–6      |
| 9.  | 18. јун 2005.       | Ордина опен                         | Хертохенбос     | Трава   | Динара Сафина               | Ивета Бенешова Нурија Љагостера Вивес | 6–4 2–6 7–6  |
| 10. | 25. септембар 2005. | Словенија опен                      | Порторож        | Тврда   | Роберта Вичи                | Јелена Костанић Катарина Среботник    | 6–4 5–7 6–2  |
| 11. | 30. јул 2007.       | Турнир северне светлости            | Стокхолм        | Тврда   | Вирхинија Руано Паскуал     | Чин-Веј Чан Татјана Лужанска          | 6–1 5–7 10–6 |
| 12. | 11. јануар 2008.    | Мурила Хобарт интернешнл            | Хобарт          | Тврда   | Вирхинија Руано Паскуал     | Елени Данилидоу Јасмин Војер          | 6–2 6–4      |
| 13. | 6. јун 2008.        | Отворено првенство Француске        | Париз           | Шљака   | Вирхинија Руано Паскуал     | Кејси Деласква Франческа Скјавоне     | 2–6 7–5 6–4  |
| 14. | 27. јул 2008        | Словенија опен                      | Порторож        | Тврда   | Вирхинија Руано Паскуал     | Вера Душевина Јекатарина Макарова     | 6–4 6–1      |
| 15. | 28. септембар 2008  | Кина опен                           | Пекинг          | Тврда   | Каролин Возњацки            | Хан Ксињун Ксу Ји-Фан                 | 6–1 6–3      |